# Thomas Söderberg

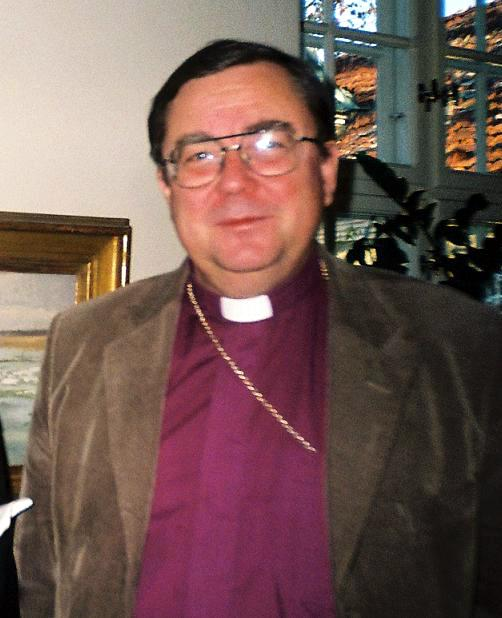
Thomas Söderberg

Thomas Söderberg (* 19. Dezember 1948 in Stockholm) ist ein schwedischer lutherischer Geistlicher und emeritierter Bischof.

## Leben
Söderberg wurde 1948 in Stockholm geboren. Nach seiner Schulzeit studierte er Theologie in Schweden. Er war Hauptpastor (kyrkoherde) in Enviken und von 2008 bis zu seiner Pensionierung 2015 Bischof im Bistum Västerås der Schwedischen Kirche.